# Esqui estilo livre nos Jogos Olímpicos de Inverno de 2022 - Slopestyle feminino
A competição do slopestyle feminino do esqui estilo livre nos Jogos Olímpicos de Inverno de 2022 foi disputada nos dias 14 e 15 de fevereiro no Parque de Neve Genting, em Zhangjiakou.

## Medalhistas
| Ouro   | SUI Mathilde Gremaud |
| Prata  | CHN Eileen Gu        |
| Bronze | EST Kelly Sildaru    |

## Resultados

### Qualificação
As doze melhores atletas classificam-se à final.
| Pos. | Bib | Ordem | Atleta               | País               | 1ª descida | 2ª descida | Melhor | Notas |
| ---- | --- | ----- | -------------------- | ------------------ | ---------- | ---------- | ------ | ----- |
| 1    | 2   | 4     | Kelly Sildaru        | EST Estônia        | 80.96      | 86.15      | 86.15  | Q     |
| 2    | 5   | 5     | Johanne Killi        | NOR Noruega        | 81.48      | 86.00      | 86.00  | Q     |
| 3    | 3   | 1     | Eileen Gu            | CHN China          | 57.28      | 79.38      | 79.38  | Q     |
| 4    | 10  | 14    | Maggie Voisin        | USA Estados Unidos | 72.78      | 65.93      | 72.78  | Q     |
| 5    | 16  | 27    | Anastasia Tatalina   | ROC                | 63.85      | 72.03      | 72.03  | Q     |
| 6    | 9   | 16    | Kirsty Muir          | GBR Grã-Bretanha   | 70.11      | 63.91      | 70.11  | Q     |
| 7    | 12  | 21    | Marin Hamill         | USA Estados Unidos | 69.43      | 37.36      | 69.43  | Q     |
| 8    | 18  | 12    | Silvia Bertagna      | ITA Itália         | 65.25      | 68.90      | 68.90  | Q     |
| 9    | 1   | 3     | Tess Ledeux          | FRA França         | 22.13      | 68.13      | 68.13  | Q     |
| 10   | 14  | 17    | Katie Summerhayes    | GBR Grã-Bretanha   | 66.56      | 59.11      | 66.56  | Q     |
| 11   | 17  | 23    | Olivia Asselin       | CAN Canadá         | 64.68      | 6.75       | 64.68  | Q     |
| 12   | 7   | 7     | Mathilde Gremaud     | SUI Suíça          | 39.41      | 63.46      | 63.46  | Q     |
| 13   | 6   | 9     | Megan Oldham         | CAN Canadá         | 6.45       | 63.10      | 63.10  |       |
| 14   | 15  | 13    | Lara Wolf            | AUT Áustria        | 62.56      | 24.38      | 62.56  |       |
| 15   | 24  | 10    | Anni Kärävä          | FIN Finlândia      | 55.80      | 61.73      | 61.73  |       |
| 16   | 19  | 24    | Margaux Hackett      | NZL Nova Zelândia  | 54.93      | 37.28      | 54.93  |       |
| 17   | 27  | 20    | Alia Delia Eichinger | GER Alemanha       | 26.45      | 50.68      | 50.68  |       |
| 18   | 20  | 11    | Darian Stevens       | USA Estados Unidos | 6.18       | 50.01      | 50.01  |       |
| 19   | 13  | 18    | Sandra Eie           | NOR Noruega        | 49.08      | 31.31      | 49.08  |       |
| 20   | 4   | 2     | Sarah Höfflin        | SUI Suíça          | 35.38      | 48.96      | 48.96  |       |
| 21   | 21  | 15    | Ksenia Orlova        | ROC                | 45.31      | 32.20      | 45.31  |       |
| 22   | 28  | 6     | Dominique Ohaco      | CHI Chile          | 17.28      | 44.85      | 44.85  |       |
| 23   | 26  | 26    | Yang Shuorui         | CHN China          | 18.46      | 39.05      | 39.05  |       |
| 24   | 25  | 25    | Elisa Maria Nakab    | ITA Itália         | 8.60       | 32.70      | 32.70  |       |
| 25   | 22  | 8     | Laura Wallner        | AUT Áustria        | 30.36      | 30.70      | 30.70  |       |
| 26   | 29  | 19    | Abi Harrigan         | AUS Austrália      | 16.10      | 26.31      | 26.31  |       |
| 27   | 12  | 22    | Caroline Claire      | USA Estados Unidos | DNS        | DNS        | DNS    | DNS   |

### Final
A final foi composta de três descidas, com a melhor descida entrando na pontuação final da atleta.
| Pos. | Bib | Ordem | Atleta             | País               | 1ª descida | 2ª descida | 3ª descida | Melhor | Notas |
| ---- | --- | ----- | ------------------ | ------------------ | ---------- | ---------- | ---------- | ------ | ----- |
| 01 ! | 7   | 1     | Mathilde Gremaud   | SUI Suíça          | 1.10       | 86.56      | 46.96      | 86.56  |       |
| 02 ! | 3   | 10    | Eileen Gu          | CHN China          | 69.90      | 16.98      | 86.23      | 86.23  |       |
| 03 ! | 2   | 12    | Kelly Sildaru      | EST Estônia        | 82.06      | 46.71      | 78.75      | 82.06  |       |
| 4    | 16  | 8     | Anastasia Tatalina | ROC                | 39.38      | 74.16      | 75.51      | 75.51  |       |
| 5    | 10  | 9     | Maggie Voisin      | USA Estados Unidos | 35.48      | 74.28      | 66.03      | 74.28  |       |
| 6    | 5   | 11    | Johanne Killi      | NOR Noruega        | 24.86      | 73.11      | 71.78      | 73.11  |       |
| 7    | 1   | 4     | Tess Ledeux        | FRA França         | 72.91      | 23.08      | 28.81      | 72.91  |       |
| 8    | 9   | 7     | Kirsty Muir        | GBR Grã-Bretanha   | 41.86      | 71.30      | 69.21      | 71.30  |       |
| 9    | 14  | 3     | Katie Summerhayes  | GBR Grã-Bretanha   | 60.01      | 64.75      | 23.31      | 64.75  |       |
| 10   | 18  | 5     | Silvia Bertagna    | ITA Itália         | 48.50      | 61.85      | 7.83       | 61.85  |       |
| 11   | 17  | 2     | Olivia Asselin     | CAN Canadá         | 16.83      | DNS        | DNS        | 16.83  |       |
|      | 12  | 6     | Marin Hamill       | USA Estados Unidos | DNS        | DNS        | DNS        | DNS    |       |

Legenda
| Recorde mundial      | Recorde mundial (World record)               |                       | Recorde africano                      | Recorde africano (African) |                                           | Q | Classificado por posição (Qualified) |
| Recorde olímpico     | Recorde olímpico (Olympic record)            | Recorde da América    | Recorde da América (Americas)         | q                          | Classificado por melhor tempo (Qualified) |   |                                      |
| Melhor marca do ano  | Melhor marca do ano (World leading)          | Recorde asiático      | Recorde asiático (Asian)              | DNS                        | Não largou (Did not start)                |   |                                      |
| Recorde nacional     | Recorde nacional (National record)           | Recorde europeu       | Recorde europeu (European)            | DNF                        | Não terminou (Did not finish)             |   |                                      |
| Recorde pessoal      | Recorde pessoal do atleta (Personal best)    | Recorde da Oceania    | Recorde da Oceania (Oceania)          | DSQ / DQ                   | Desclassificado (Disqualified)            |   |                                      |
| Recorde da temporada | Recorde da temporada do atleta (Season best) | Recorde sul-americano | Recorde sul-americano (South America) | NM                         | Sem marca (No mark)                       |   |                                      |